# Lee Eyerly
Lee U. Eyerly (1892-1963) est un pionnier de l’aviation civile américain et un constructeur de manèges.

## Biographie
Né à Cuba, dans l’Illinois en 1892. Il grandit à Canton. En 1909, sa famille déménage vers le Montana pour profiter du Homestead Act.
Doué en mécanique, il trouve du travail comme réparateur de machines agricoles. Au début des années 1920, il construit son premier avion dans le lobby de l’hôtel que sa mère dirige. Manquant d’un moteur, ce premier modèle ne sera pas opérationnel. À la même période, il se marie avec Meta.
En 1919, le Montana devient une zone où il devient difficile de trouver des engins à réparer. Toute sa petite famille déménage à Salem, dans l’Oregon, où Lee Eyerly devient un conducteur de matériel lourd.
Quand l’automobile devint plus populaire, il ouvrit une station service nommée The Grease Spot. 
En 1920, il prit trois heures de cours de vol sous les instructions de Elmer Cook. Ce furent les seules heures d’apprentissage formelles qu’il ait reçues. En 1921, il est engagé dans le programme d’ingénierie de l’Oregon Agriculture College.
De 1923 à 1926, Everly et sa famille vécurent à Waldport, dans l’Oregon où il travailla comme conducteur de ferry. Il ouvrit une seconde station service. En 1926, il déménagea à nouveau avec sa famille et il s’acheta son premier aéronef, un petit avion postier.
Avec les financements reçus de l'American Legion, Lee acheta un terrain d’environ 20 000 m2 qu’il transforma en Salem’s air port (aéroport de Salem). En 1929, il fonda une école d’aviation et plus tard sa première station service pour avions sur la côte ouest.

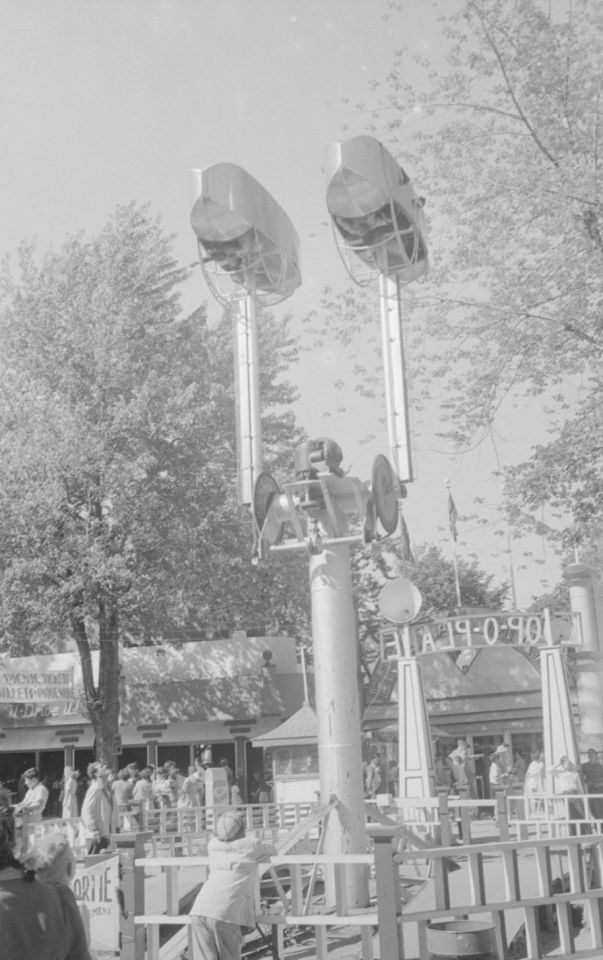
Un Loop-O-Plane en opération en 1943 au parc Belmont, près de Montréal, au Canada.

Il développa durant la grande Dépression des systèmes d'entraînement pour les pilotes. Ces installations dérivèrent et lui inspirèrent des modèles d'attractions, dont la plupart étaient inspirées par le domaine de l’aéronautique. Le Loop-O-Plane et le Roll-O-Plane simulaient les loopings aériens, les mouvements de l’octopus étaient similaires à ceux ressentis par les avions happés dans une poche d’air et le Fly-O-Plane, un carrousel aérien.
Parmi ces créations, on compte également le Rock-O-Plane (une variation des grandes roues et deux carrousels junior ; le Midge-O-Racer et Bulgy la baleine.
Malgré l’expansion de la construction de manèges, Lee Everly ne perdait pas son intérêt pour l’aviation et il renomma son entreprise « Eyerly Aircraft ».
En 1954, Walt Disney Imagineering contacta Everly Aircraft et négocia avec lui pour la construction à Disneyland du manège Dumbo the Flying Elephant. Les plans furent dessinés et les maquettes construites, mais Walt Disney décida finalement de confier le projet à Arrow.[réf. nécessaire]
Lee Everly décéda des suites d’un cancer en 1963.